# البطولات الأسترالاسية 1924 (كرة مضرب)
هنا قائمة بالبطولات الأسترالاسية لكرة المضرب، المعروفة الآن باسم أستراليا المفتوحة لسنة 1924:

## فردي رجال
جيمس أندرسون هزم بوب شليزنغر 6-3 6-4 3-6 5-7 6-3

## فردي سيدات
سيلفيا لانس هاربر هزم  إيسنا بويد 6-3, 3-6, 8-6